# Daryl Peach
Daryl Peach (Castleford, 8 maart 1972) is een Engels professioneel poolbiljarter. Hij won in 2007 het wereldkampioenschap 9-ball. Peach luistert naar de bijnaam Razzle Dazzle.

## Carrière
Peach is een voormalig professioneel snookerspeler die moeite had rond te komen van zijn verdiensten in die tak van biljarten. Op uitnodiging van een vriend nam hij deel aan een 9-ball-toernooi, dat hij prompt won. Kort daarom borg de Engelsman zijn snookerkeu op om zich toe te leggen op poolbiljarten. Hij liet zich daarvoor onder meer adviseren door Derek Hill, de coach van Ronnie O'Sullivan.
Peach won in 1995 het World Pool Masters Tournament door in de finale zijn landgenoot Lee Kendall te verslaan. Tijdens het WPA World Nine-ball Championship 2007 won hij de titel met overwinningen op achtereenvolgens titelverdediger Ronato Alcano, Lee Kung-fang, Harald Stolka, Francisco Bustamante, Vilmos Földes en Roberto Gomez. Peach bereikte in 2008 samen met zijn landgenoot Mark Gray de finale van de World Cup of Pool, maar verloor daarin van de Amerikanen Rodney Morris en Shane Van Boening.
Peach werd geboren in Castleford, maar verhuisde op zijn veertiende naar Lancashire. Vervolgens ging hij in Blackpool wonen.

## Toernooizeges
Belangrijkste overwinningen:
- World Pool Masters Tournament 1995
- Winnaar Mosconi Cup 1995, met Team Europa
- WPA World Nine-ball Championship 2007